# Les Robins des pauvres

Les Robins des pauvres est un téléfilm français réalisé par Frédéric Tellier et diffusé pour la première fois le 25 octobre 2011 sur France 3.

## Synopsis
Franck et Régis Delmas sont deux frères issus d'une famille modeste d'agriculteurs du Cantal. À la suite de l'expulsion de la famille de leur meilleur ami, ils créent le groupe des «Robins des pauvres» : ils braquent des banques et distribuent l'argent aux plus démunis. Les deux frères soutenus par la population et n'ayant ni l'un ni l'autre le profil des criminels traditionnels sont introuvables. La police piétine, tourne en rond, jusqu'à l'arrivée du commandant Viennot.

## Fiche technique
- Scénario : Omar Ladgham et Gaëlle Bellan
- Pays :  France
- Production : Pascal Verroust
- Musique : Frédéric Fortuny
- Durée : 105 minutes

## Distribution
- Nicolas Giraud : Franck Delmas, un Robin des pauvres, patron du Bar des artistes d'Aurillac
- Aurélien Wiik : Régis Delmas, un Robin des pauvres
- Hippolyte Girardot : le commandant de police Viennot
- Michel Duchaussoy : Roger Delmas, le vieux père paysan
- Cédric Vieira : Michel, le troisième Robin des pauvres
- Alice Butaud : Delphine, l'amie des braqueurs
- Clémentine Poidatz : Selma, la journaliste de la Montagne

### Prix
- 2011 : prix de la meilleure photographie au Festival du film de télévision de Luchon